# بطولة أوروبا للألعاب المائية 2002
بطولة أوروبا للألعاب المائية 2002 هو الموسم الـ 26 من بطولة أوروبا للألعاب المائية، عقد في الفترة 29 يوليو–4 أغسطس من 2002، وجرت المنافسات في مدينة برلين، ألمانيا، ونظمت من قبل الاتحاد الأوروبي للسباحة.

## النتائج
| م        | الذهبية | الفضية | البرونزية |
| -------- | ------- | ------ | --------- |
| الفائزين | ألمانيا | روسيا  | إيطاليا   |